# أناكساندر
أناكساندر (باليونانية: Ἀνάξανδρος)هو ابن يوريكراتس، والملك الثاني عشر لأسبرطة من سلالة أجيداي، وأب يوريكراتيدس الذي سيخلف الحكم من بعده.

## وصلات خارجية
- مولر، كارل أوتفريد تاريخ وآثار السلالة الدورية. (باللغة الإنجليزية)